# أثر الكحول طويل الأمد على الدماغ
بينما اكتشف الباحثون أنّ الاستهلاك المُعتدل للكحول عند المسنين يرتبط بعافيةٍ وإدراكٍ أفضل من غيابه، تبيّن ارتباط الاستهلاك المُفرِط للكحول بأضرارٍ دماغيّة واضحة ومنتشرة. لا يحدث الضّرر الدِّماغي المُرتبِط بالكحول فقط بسبب تأثيرات الكحول السُّميَّة المباشرة وإنّما من المُعتقَد أنّ الانسحاب الكحولي، ونقص التغذية، والاضطرابات الكهرلية، والتّلف الكبدي تُساهِم أيضاً في الضّرر الدِّماغي المُرتبط بالكحول. تُعدّ تأثيرات الاستهلاك الكحولي المُفرِط طويلة الأمد على كيميائيّة الدّماغ سبباً هامّاً للإرهاق المُزمِن .

## تطور دماغ المراهق
إنّ استهلاك الكحول بكميّات كبيرة لفترة من الزّمن يمكن أن يُضعِف تطوّر الدّماغ الطّبيعي لدى البشر. كان كُلّاً من العجز في استعادة ذكريات المعلومات اللفظيّة والغير لفظيّة والعجز في الوظيفة الإبصاريّة الفراغيّة واضحاً عند اليافعين المُتعاطين للكحول بكثرة في بداية مراهقتهم أو وسطها.
تَحدُث مراحل حرجة من التطوّر العصبي أثناء المراهقة، تتضمّن تَغيّرات وظيفيّة وبنيويّة في اللّيونة المشبكيّة والارتباطيّة العصبيّة في مناطق مختلفة من الدماغ. رُبّما تجعل هذه التَّغيُّرات المراهقين بشكلٍ خاص عرضةً لتأثيرات الكحول الضارّة. بالمقارنة مع البالغين، إنّ المراهقين المتعاطين للكحول أكثر احتمالاً للتعرُّض لنقص معرفي (يتضمّن خللاً في التعلُّم والذّاكرة). رُبّما تستمر بعض هذه التأثيرات المعرفيّة، مثل ضعف التعلُّم، أثناء سن الرّشد.

## آليات التأثير

### الالتهاب العصبي
يستطيع الإيثانول إثارة فعاليّة الخلايا الدبقيّة النجميّة الّتي تنتج استجابة قبل التهابيّة في الدماغ. يتداخل الإيثانول مع المُستقبِل الشّبيه بالناقوس 4 ومستقبلات الانترلوكين-1, النمط I على هذه الخلايا ليُفعِّل مسارات نقل الإشارة داخل الخلايا. على وجه التُخصيص، يُحفِّز الإيثانول فسفرة أنزيم الكيناز المرتبط بمستقبل الانترلوكين-1(IRAK)، وأنزيمات الكيناز المُنظِّمة للإشارة خارج الخلايا (ERK1/2), وبروتين الكيناز المُنشَّط بالجُهد (SAPK)/ بروتينات الكيناز الانتهائيّة-N c-Jun (JNK)، وبروتينات الكيناز المُفعَّلة بالمُحدِث للانقسام الفتيلي p38 (p38 MAPK). يؤدّي تفعيل مسارات ال IRAK/MAPK إلى تحفيز عوامل الانتساخ، العامل النّووي كابّا في الخلايا البائيّة (NF-kappaB) والبروتين المُنشِّط 1 (AP-1). تُسبِّب عوامل الانتساخ هذه تنظيم رافع لأنزيم مصنّع أكسيد النتريك القابل للتّحريض ولتعبير أنزيم السيكلوأوكسيجيناز-2 (COX-2). يرتبط التنظيم الرّافع للوسائط الالتهابيّة هذه بواسطة الإيثانول أيضاً مع زيادة نشاط ببتيداز السيستيئين المُرتبِط بالتموّت (caspase 3) وزيادة مشابهة في تموّت الخليّة . إنّ الآلية الدّقيقة الّتي بواسطتها تُثَبِّط أو تُفَعِّل تراكيز الإيثانول المختلفة إشارة TLR4/IL-1RI ليست معروفة حاليّاً، مع أنّها رُبّما تكتنف تبدُّلات في تَعنقُد مجموعة الدّهون  أو تنظيم مُعقدات التصاق الخليّة وأكتين هيكل الخليّة .

### التغيرات في مسارات الإشارة الدوبامينية والغلوتامينية
يُسبِّب العلاج المُتقطِّع بالإيثانول نقص في تعبير مستقبل الدوبامين النمط 2 (D2R) ونقص في فسفرة تحت الوحيدة 2B لمستقبل N-ميثيل D-أسبارتات (NMDAR2B) في القشرة الجبهيّة الأماميّة، والحُصين، ونواة أكمبسن، وفي الجسم المخطط فقط في مستقبلات الدوبامين النمط 2. ويُسبِّب أيضاً تغيّرات في أستلة الهستونات H3 وH4 في القشرة الجبهيّة الأماميّة، ونواة أكمبسن، والجسم المُخطّط، مُشيراً إلى تبدُّلات بنيويّة في الكروماتين الّتي رُبّما تتواسط تبدُّلات طويلة الأمد. بالإضافة، يمتلك البالغون الذين احتسوا الكحول مسبقاً مستويات دوبامين أساسيّة أعلى في نواة أكمبسن، مع استجابة دوبامينيّة مُطوّلة في هذه المنطقة وذلك استجابةً لجرعة الكحول الخطرة. تُشير هذه النّتائج معاً إلى أنّ احتساء الكحول أثناء المُراهقة يُمكن أن يزيد حساسيّة المسار الميزولمبي والمسار الدوباميني في القشرة المتوسِّطة ليُحدِث تبدُّلات في الإشارة الغلوتامينيّة والدوبامينيّة، الّتي رُبّما تُؤثِّر في بنية ووظائف دماغ المراهق. إنّ هذه التبدُّلات جليّة كتأثير كحولي على مستقبلات N-ميثيل D-أسبارتات (NMDARs) ورُبّما تُساهِم في الاختلال الوظيفي للذّاكرة والتعلُّم ("انظر تأثيرات الكحول على الذاكرة")

### تثبيط تخلق النسيج العصبي الحصيني
يُسبِّب مدخول الكحول المُفرِط (الإسراف في الشرب) نقص في تخلُّق النّسيج العصبي الحُصيني، عبر إنقاص تكاثر الخليّة الجزعيّة العصبيّة وبقاء الخليّة الوليدة. يُنقِص الكحول عدد الخلايا في الطور-S من دورة حياة الخليّة، ورُبّما يكبح الخلايا في الطّور G1, وهكذا يُثبِّط تكاثرها. يمتلك الإيثانول تأثيرات مختلفة على أنماط مختلفة من الأسلاف الحصينية المُنقسِمة بشكلٍ فعّال خلال أطوارها الأوليّة للتطوّر العصبي. يُنقِص تعاطي الكحول المُزمِن عدد الخلايا المُتكاثِرة مثل، أنماط خلايا الدّبق العصبي المُتشعِّعة، والقبل عصبيّة، والمتوسّطة، بينما لا يؤثِّر في أنماط الخلايا العصبيّة المُبكِّرة؛ مُشيراً إلى أنّ العلاج بالإيثانول يُبدِّل مجموع الخلايا الأسلاف. علاوةً على ذلك، يوجد نقص كبير في التّمايز والعصبونات الغير ناضجة عن ما هو موجود في الأسلاف المُتكاثِرة، مُشيراً إلى أنّ النّقص الشّإذ في نسبة الأسلاف العصبيّة البدئيّة المُنقسِمة بفعاليّة يؤدّي إلى نقص أكبر في نضج وبقاء الخلايا التّإليه للتفتُّل.
إضافةً، يزيد تعاطي الكحول العديد من واسمات موت الخليّة. وفقاً لهذه الدراسات يبدو أنّ التنكُّس العصبي مُتواسِط بمسارات غير مُتموِّتة. إحدى الآليّات المُقترحة من أجل السُّميَّة العصبيّة للكحول هي إنتاج أوكسيد النتريك (NO)، بينما اكتشفت دراسات أخرى أن إنتاج أوكسيد النتريك المُحرَّض بالكحول يؤدّي إلى التموُّت ("انظر بند الالتهاب العصبي")